# 羅弗 (密蘇里州)
羅弗（英語：Rover）是位於美國密蘇里州俄勒岡縣的非建制地區。

## 歷史
羅弗的郵局於1900年設立，其後於1945年停運。

## 地理
羅弗所處的海拔為高於海平面293米（即961英呎），而該地所採用的時區為UTC-6，即北美中部時區（CST）。同時該地設有夏令時間，為UTC-6調快一小時，即UTC-5（CDT）。